# لوزون (جزیره)
لوزون (به فیلیپینی: Luzon) بزرگترین جزیره فیلیپین است و به یکی از سه مجمع‌الجزایر اصلی کشور فیلیپین هم که در شمال کشور واقع شده، گفته می‌شود. این نام برگرفته از جزیره لوزون است.
دو گروه دیگر بزرگ از جزایر فیلیپین عبارتند از جزایر میندانائو در جنوب و جزایر ویسایا در مرکز. جزیره لوزون از اهمیت اقتصادی و کشاورزی برخوردار است.
مجمع‌الجزایر لوزون از ۷۱۰۷ جزیره تشکیل و ۱۰۹٫۹۶۵ کیلومترمربع مساحت دارد که جزیره لوزون ۱۰۴٬۶۸۸ کیلومتر مربع آن را تشکیل می‌دهد. جمعیت آن نیز در سال ۲۰۰۰ حدود ۳۹ میلیون و ۵۰۰ هزار نفر بوده‌است.
شهر مانیل پایتخت فیلیپین و کوئزون دومین شهر بزرگ این کشور در جنوب این جزیره قرار گرفته‌اند.